# نیکلاس باسین
نیکلاس باسین (انگلیسی: Nicolas Basin؛ زادهٔ ۲۲ ژوئیهٔ ۱۹۹۸) بازیکن فوتبال اهل فرانسه است.
از باشگاه‌هایی که در آن بازی کرده‌است می‌توان به باشگاه فوتبال متس اشاره کرد.